# Krzysztof Książek
Pour les articles homonymes, voir Książek.
Krzysztof Książek, né le 5 août 1992 à Cracovie, est un pianiste polonais, lauréat du deuxième prix du Concours national Chopin en 2015 et semi-finaliste au XVIIe Concours international de piano Frédéric-Chopin à Varsovie.

## Biographie
Krzysztof Książek a commencé à apprendre le piano à l'âge de 9 ans. Depuis 2005, il est l’élève de Stefan Wojtas, d'abord à l'école de musique de Cracovie, puis comme étudiant à l'Academie de musique de Bydgoszcz (en).
Il poursuit sa formation à la Hochschule für Musik, Theater und Medien Hannover sous la direction de Arie Vardi (en).
Krzysztof Książek a donné des récitals et des concerts en Pologne et à l’étranger, en Allemagne, en Chine, en France, en Grande-Bretagne, en Hongrie, en Italie, au Japon, en Slovaquie, etc. Il a participé à de nombreux festivals en Pologne et à l’étranger.
Il a également remporté de nombreux prix lors de compétitions autour d’interprétations de Chopin notamment en Pologne, en Espagne, en Italie ou en Ukraine.

## Discographie
- Piano Works Mazurkas Nocturne (album CD) - Dux - avril 2018
- Concerto pour piano Symphonie numéro 8  (album CD avec José Maria Florencio et Santander Orchestra) - novembre 2016[2]